# Aspendos
Aspendos (en grec ancien : Ἄσπενδος) est une ancienne cité gréco-romaine du sud de l'Asie mineure, située à environ 45 kilomètres à l'est de la ville actuelle d'Antalya. Aspendos est située sur un petit plateau qui domine la vallée avec la rivière Eurymédon qui coule à son pied. La présence d'eau et la valeur défensive du site explique sans doute le choix initial de l'emplacement par les premiers occupants.
Elle se distingue par son théâtre romain, le mieux conservé de toute l'Asie Mineure, dans lequel tous les étés des spectacles sont organisés. Dans l’Antiquité, le théâtre d’Aspendos pouvait accueillir environ 12 000 spectateurs.
Récemment, lors du Festival du Film et de la Culture d'Aspendo, il a été constaté qu'il pouvait accueillir jusqu'à 20 000 spectateurs.

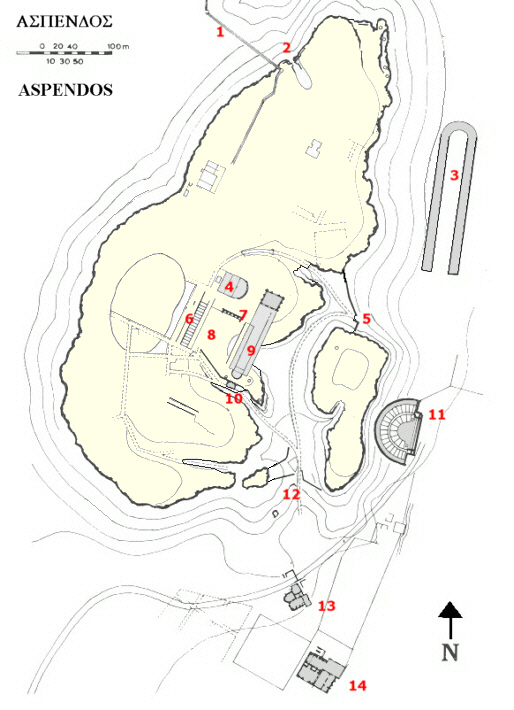
Plan d'Aspendos : 1. Aqueduc, 2. Porte nord, 3. Stade, 4. Bouleutérion, 5. Porte est, 6. Marché couvert, 7. Nymphée, 8. Agora, 9. Basilique, 10. Exèdre, 11. Théâtre, 12. Porte sud, 13. Bains, 14. Gymnase.

## Histoire
Elle fut fondée, selon la tradition antique, à l'époque préhellénique par des colons originaires d'Argos dans l'ancienne province de Pamphylie. Son fondateur, Mopsos, porte un nom d'origine anatolienne et le nom de la ville figurant sur les pièces de monnaie du Ve siècle av. J.-C. et du IVe siècle av. J.-C. est ΕCΤFΕΔIIΥC (Estwedys ou Estwediya), sans doute dérivé du nom d'un ancien roitelet hittite de la région. Cela dénote de fait une forte influence des peuples asiatiques de la région. À l'époque, l'Eurymédon est traversable pour des navires jusqu'à Aspendos et la cité profite de commerce de sel, huile et laine.
D'après la légende, Mopsos faisait partie des chasseurs du sanglier de Calydon, d'où la représentation d'un sanglier sur certaines pièces de monnaie.

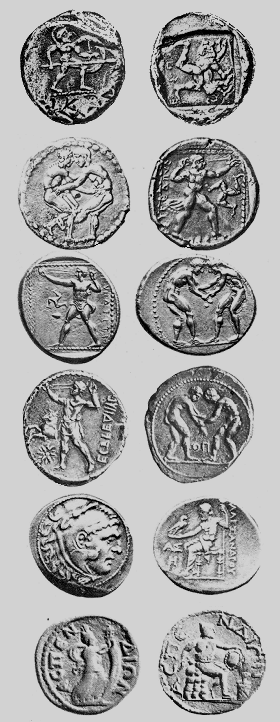
Monnaies d'Aspendos, avec les deux noms successifs de la ville.

La fondation historique d'Aspendos est à situer au milieu du XIe siècle av. J.-C. par des colons grecs, peut-être originaires d'Argos. L'histoire des débuts de la cité est très mal connue. Elle est d'abord dirigée par un roi, puis par un régime oligarchique. Dès l'année 546 av. J.-C., Aspendos est sous domination de l'Empire perse à qui elle fournit des troupes, mais la ville peut frapper sa propre monnaie, ce qui indique un certain degré de liberté. Elle est libérée du joug perse après les guerres médiques, remportées par les Grecs. Au Ve siècle av. J.-C., Aspendos appartient à la ligue de Délos et lui verse un tribut. À la fin de l'année 334 av. J.-C., la ville se soumet à Alexandre le Grand à condition que le conquérant n'y laisse pas une garnison. Cependant, dès le départ d'Alexandre, les habitants d'Aspendos violent la convention et se préparent à la défense de la cité ce qui indigne Alexandre. Il marche immédiatement sur la cité qui, à la vue d'Alexandre, veut faire la paix. Cette fois, les conditions sont plus fermes pour Aspendos : la cité doit accepter une garnison grecque et céder environ 100 pièces d'or et 4 000 chevaux chaque année. À la mort d'Alexandre, elle est rapidement intégrée au royaume de Pergame, puis rattachée à la province d'Asie à l'époque romaine. Au Ve siècle, elle porte le nom de Primopolis. En 2010, elle était assez bien conservée.

## Numismatique
Les premières pièces d'argent montrent des hoplites armés comme symbole de l'armée d'un côté, et des triskèles de l'autre (rangée 1, 460–420 av. J.-C.). Les inscriptions Ε, ΕC, ΕCΤ, ΕCΤFΕ, ΕCΤFΕΔIIΥC apparaissent. Les pièces postérieures montrent deux lutteurs d'un côté, un frondeur et les habituels triskèles de l'autre (rangée 2-4, 400–250 avant J.-C.). Les figures d'Athéna, Héraclès, Zeus et Alexandre le Grand sont représentées encore plus tard (rangée 5, 200-150 av. J.-C.). AC pour ACΠΕNΔOC apparaît également ici pour la première fois. Les pièces de monnaie de l'époque romaine portent les symboles du César respectif et l'inscription ACΠΕNΔION (ligne 6, 200–300 après J.-C.).

## Archéologie
La ville a été encore assez peu explorée, malgré son importance à l'époque romaine.

### Théâtre romain

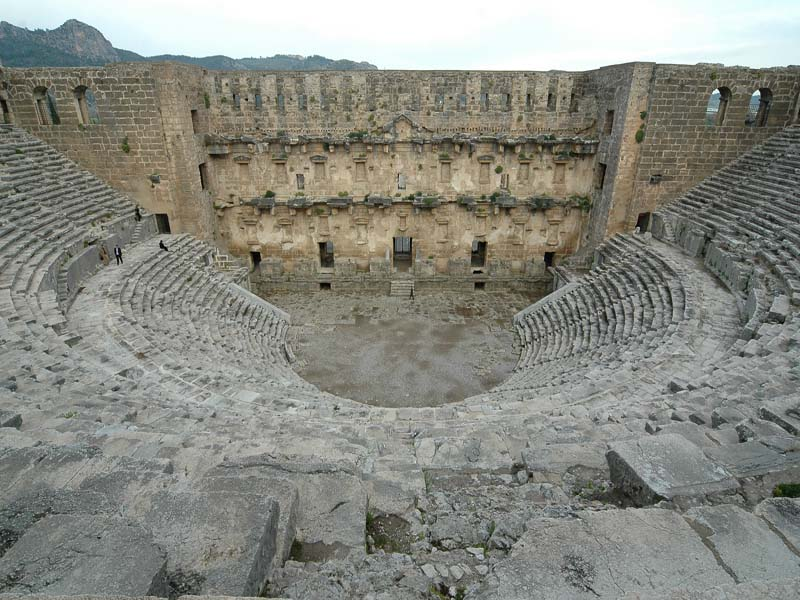
Théâtre romain d'Aspendos

Le théâtre, construit par l'architecte local Zénon sous le règne de l'empereur romain Marc Aurèle, est l'un des mieux conservés du monde romain, et certainement le mieux conservé d'Asie mineure. Le mur de scène et la cavea du théâtre sont en excellent état : même la galerie supérieure sous arcades est encore très bien conservée.
Une inscription bilingue placée sur la tribune d'honneur du théâtre indique qu'il a été financé par A. Crispinus Arruntianus et A. Curtius Auspicatus entre 161 et 169 ap. J.-C..
Comme une grande partie des cités antiques orientales, Aspendos a été abandonnée vers le VIe-VIIe siècle à la suite des invasions arabes. Mais au XIIIe siècle, un prince ou bey d'Ashraf est tombé sous le charme du théâtre romain et l'a restauré pour en faire sa résidence d'été. Cela explique que le monument nous soit parvenu presque intact, alors que le reste de la ville, la basilique et le stade, sont totalement en ruines.

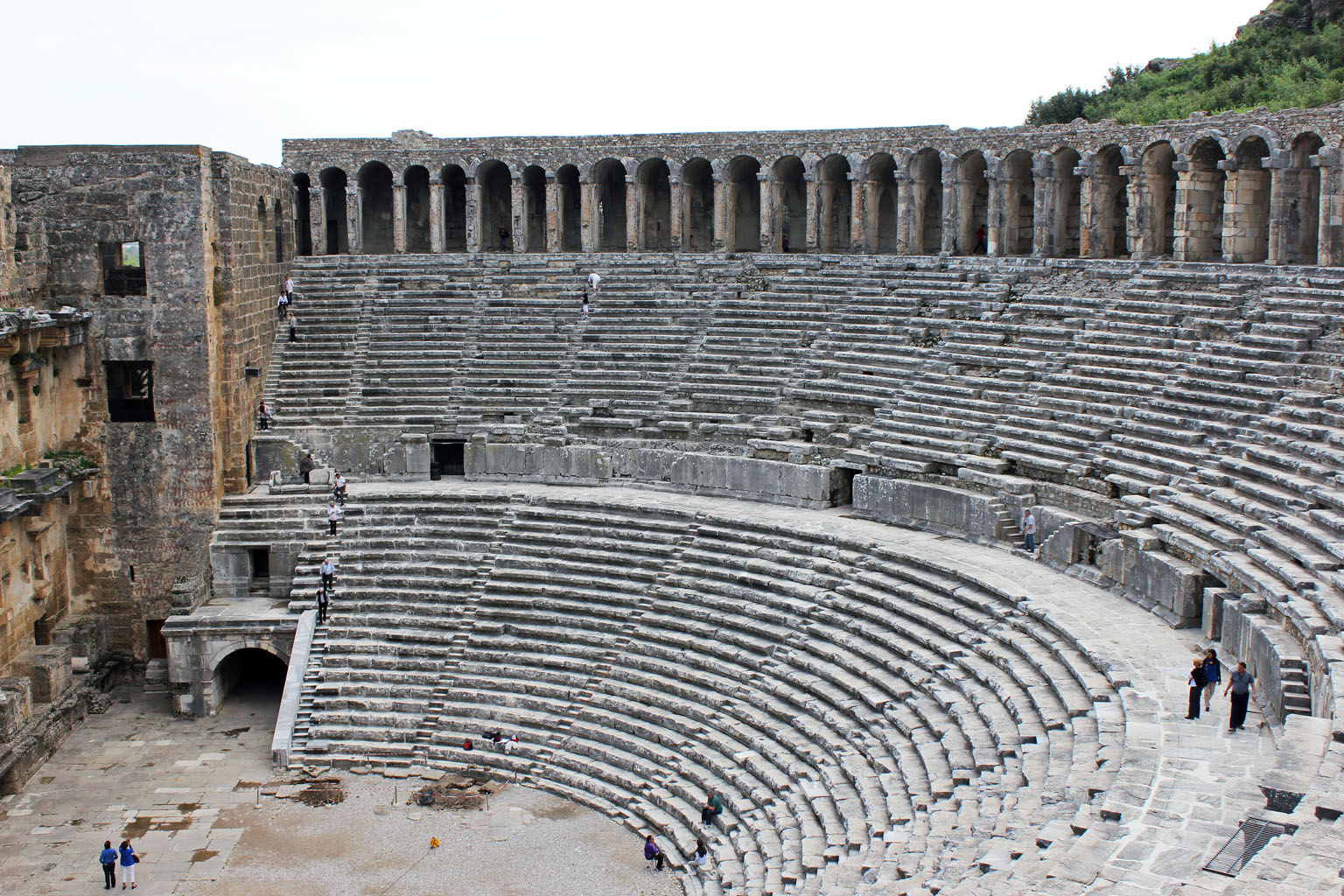
Cavea
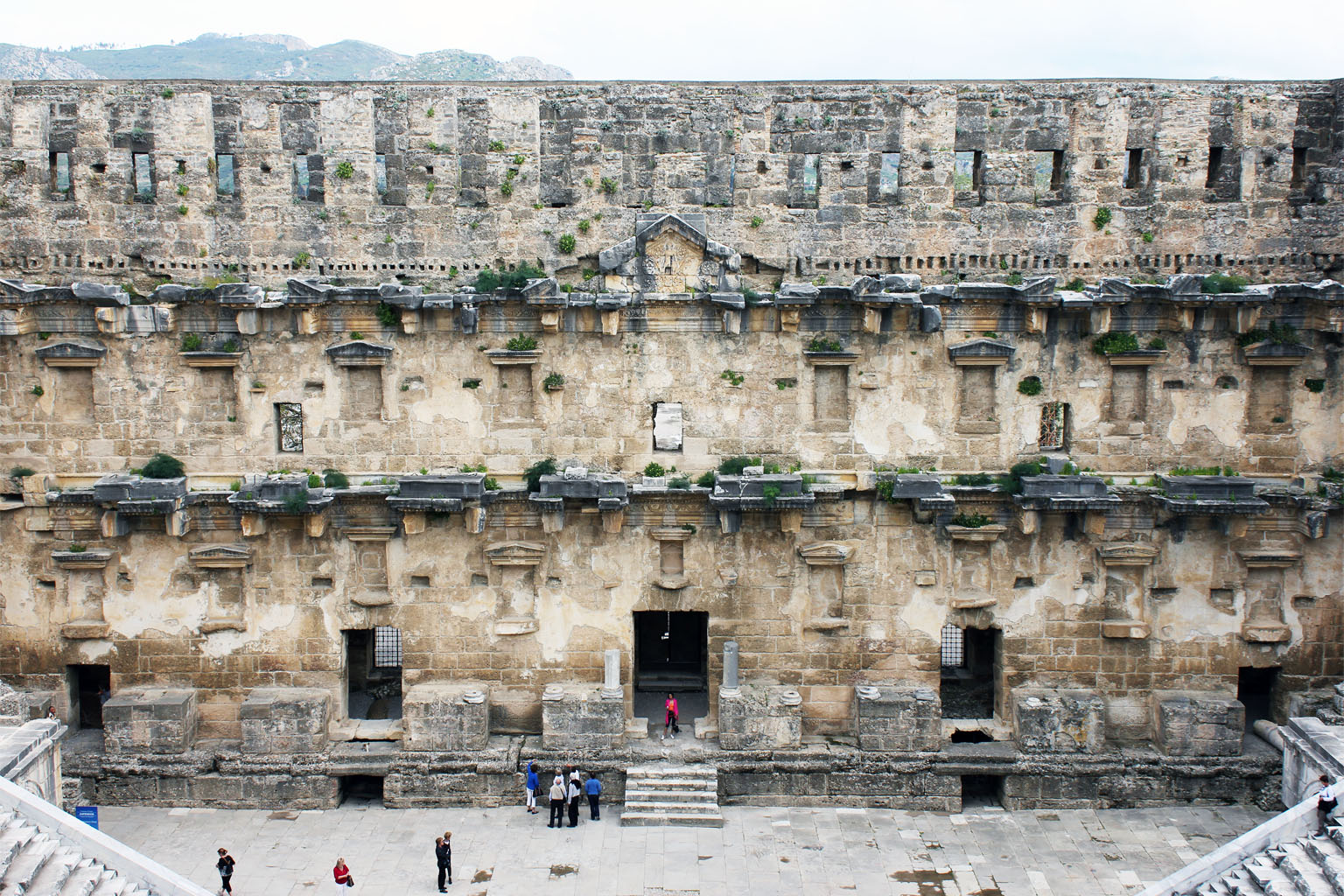
Mur de scène
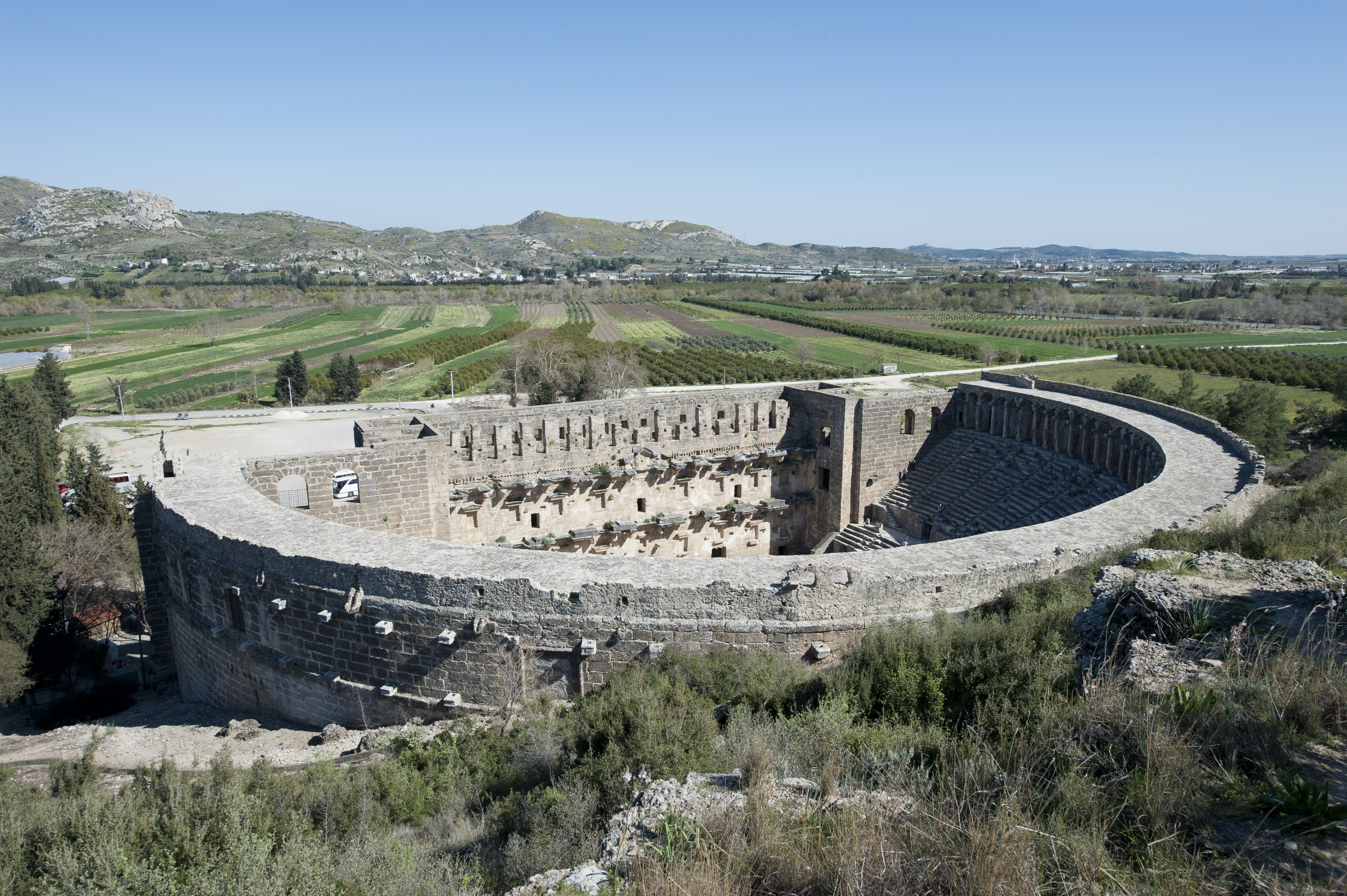
Galerie, cavea et mur de scène
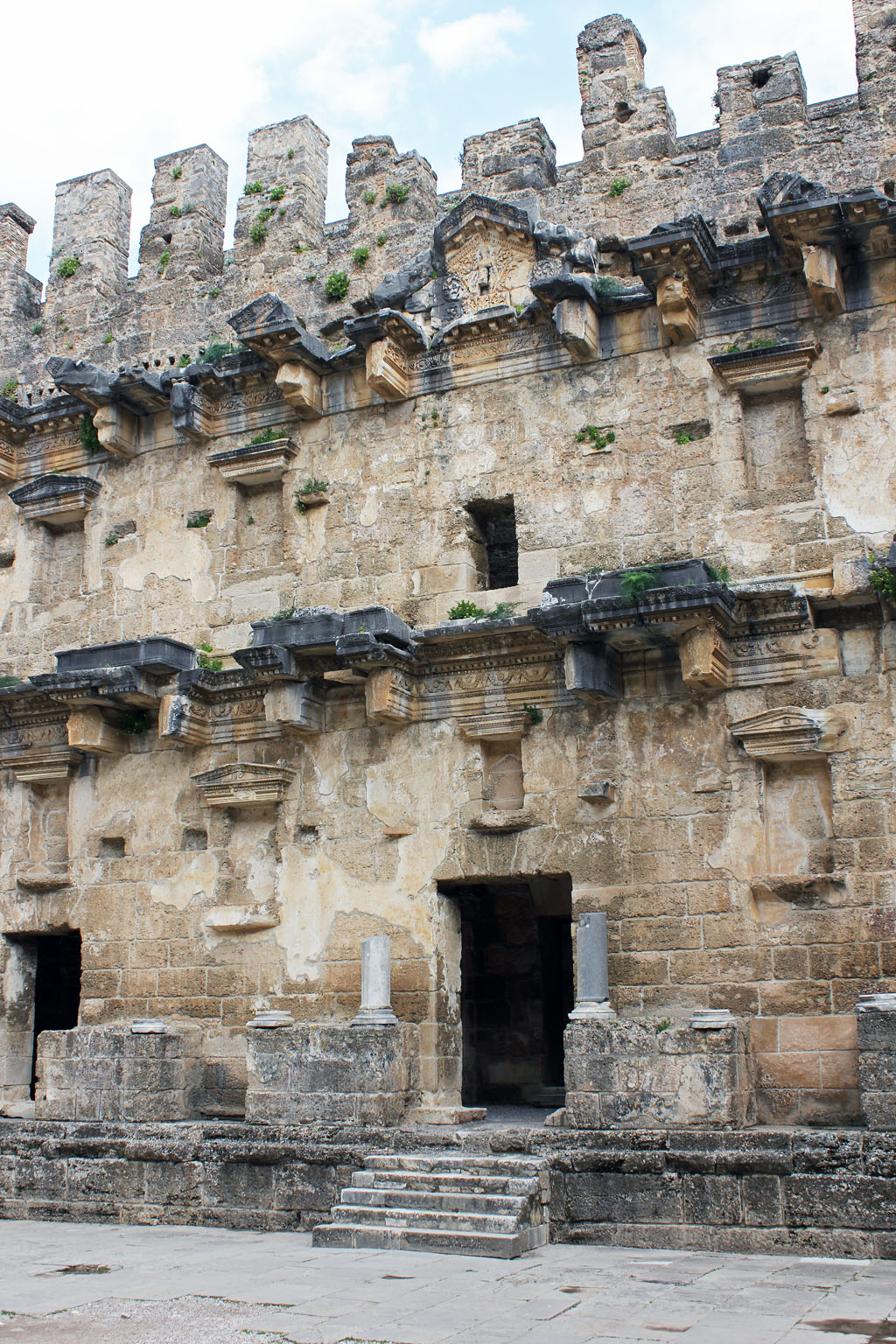
Mur de scène
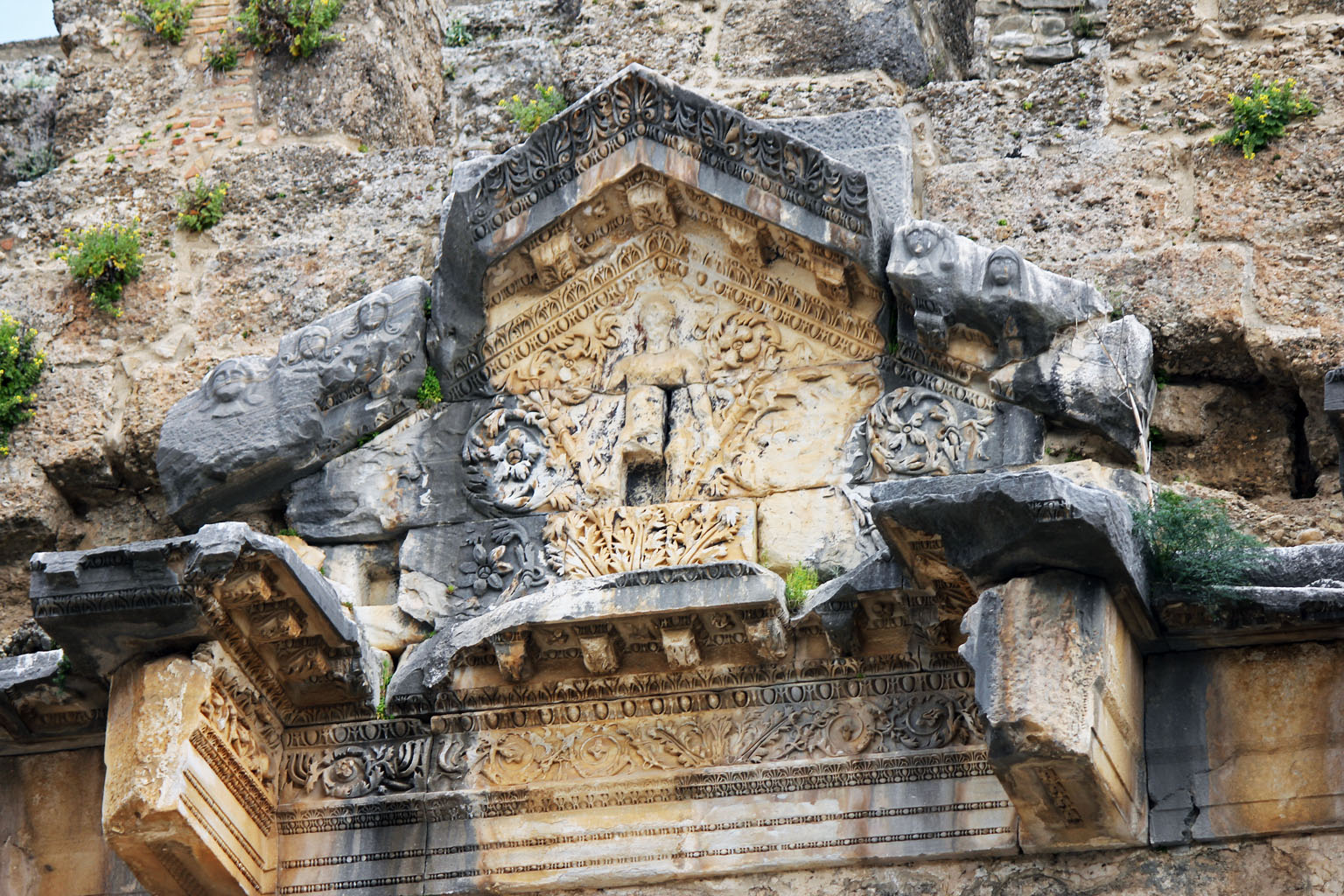
Apollon
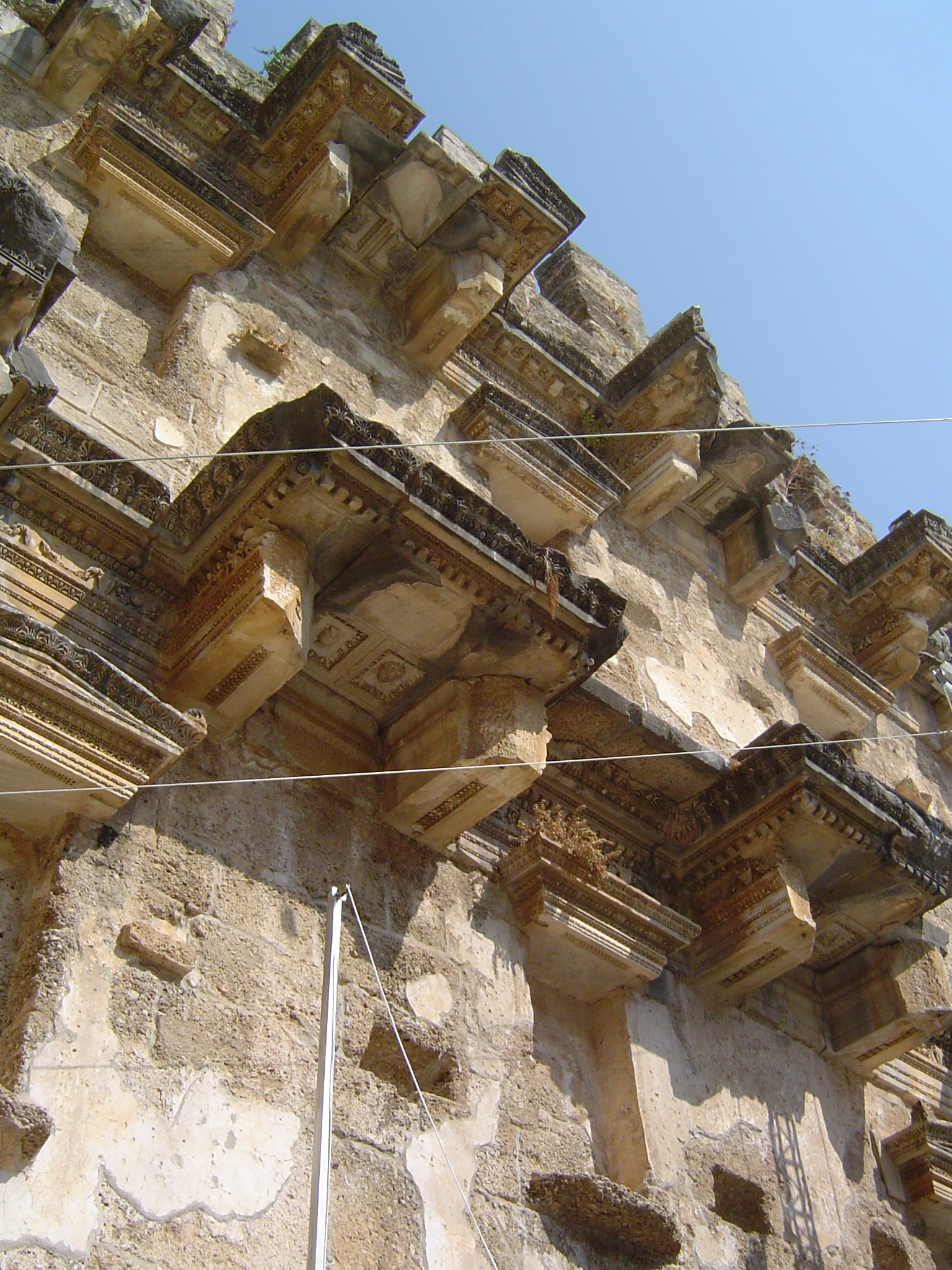
Mur de scène
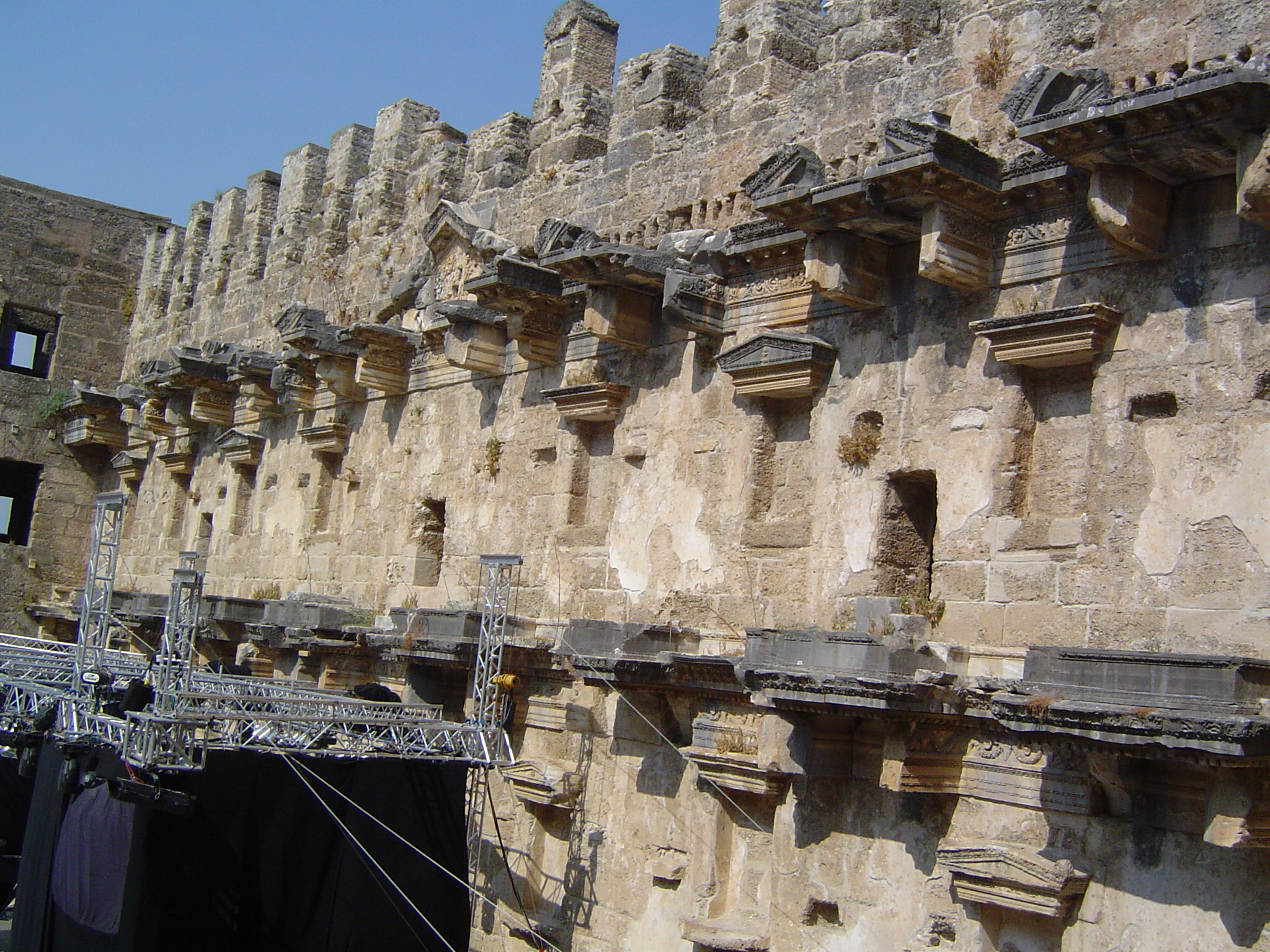
Mur de scène
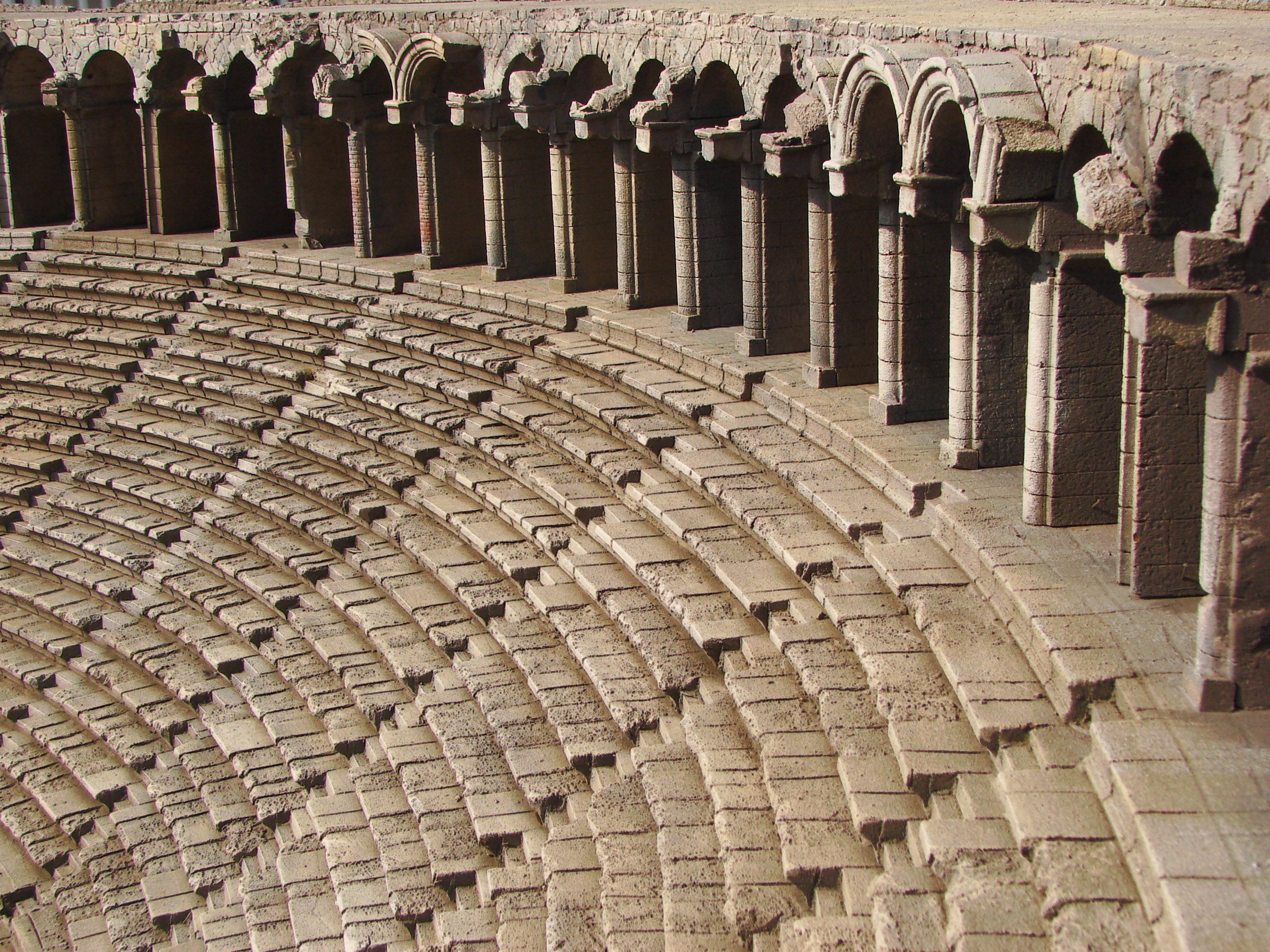
Cavea et galerie à arcades

### Acropole
La visite de l'acropole, au-dessus du théâtre, révèle les restes importants d'une basilique, mais aussi ceux d'un nymphée, d'une agora (ou forum), de rues, et même d'un stade, immédiatement décelable dans toute son étendue sur les vues satellites, un peu au nord du théâtre.

### Aqueduc à siphon triple

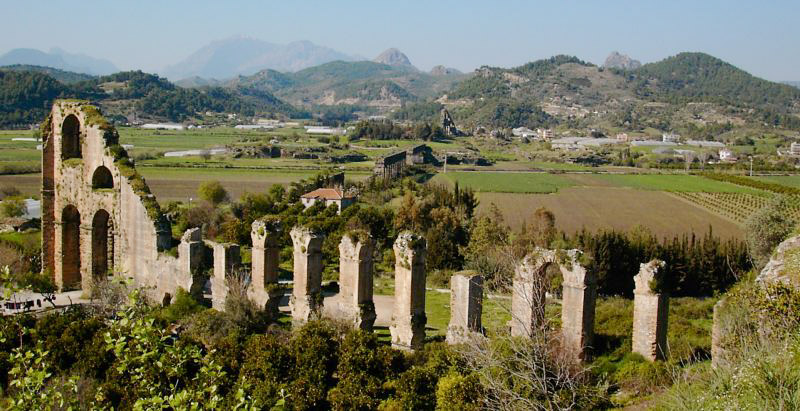
L'aqueduc romain et son siphon.

Un aqueduc apportait l'eau de deux sources, situées dans les montagnes à 17 kilomètres au nord. Le pont-aqueduc, construit dans sa partie terminale, en contrebas de l'acropole, comporte trois siphons inversés ; il est sans doute le mieux conservé de tout le monde romain avec ceux de Lugdunum ; ses vestiges : tours-réservoirs de chasse et de fuite avec rampants à étages d'arcades, ponts-siphons caractéristiques qui supportaient des tuyauteries parallèles posées à plat, peuvent être suivis sur une longueur de plus d'un kilomètre et demi,.

### Pont sur l’Eurymédon

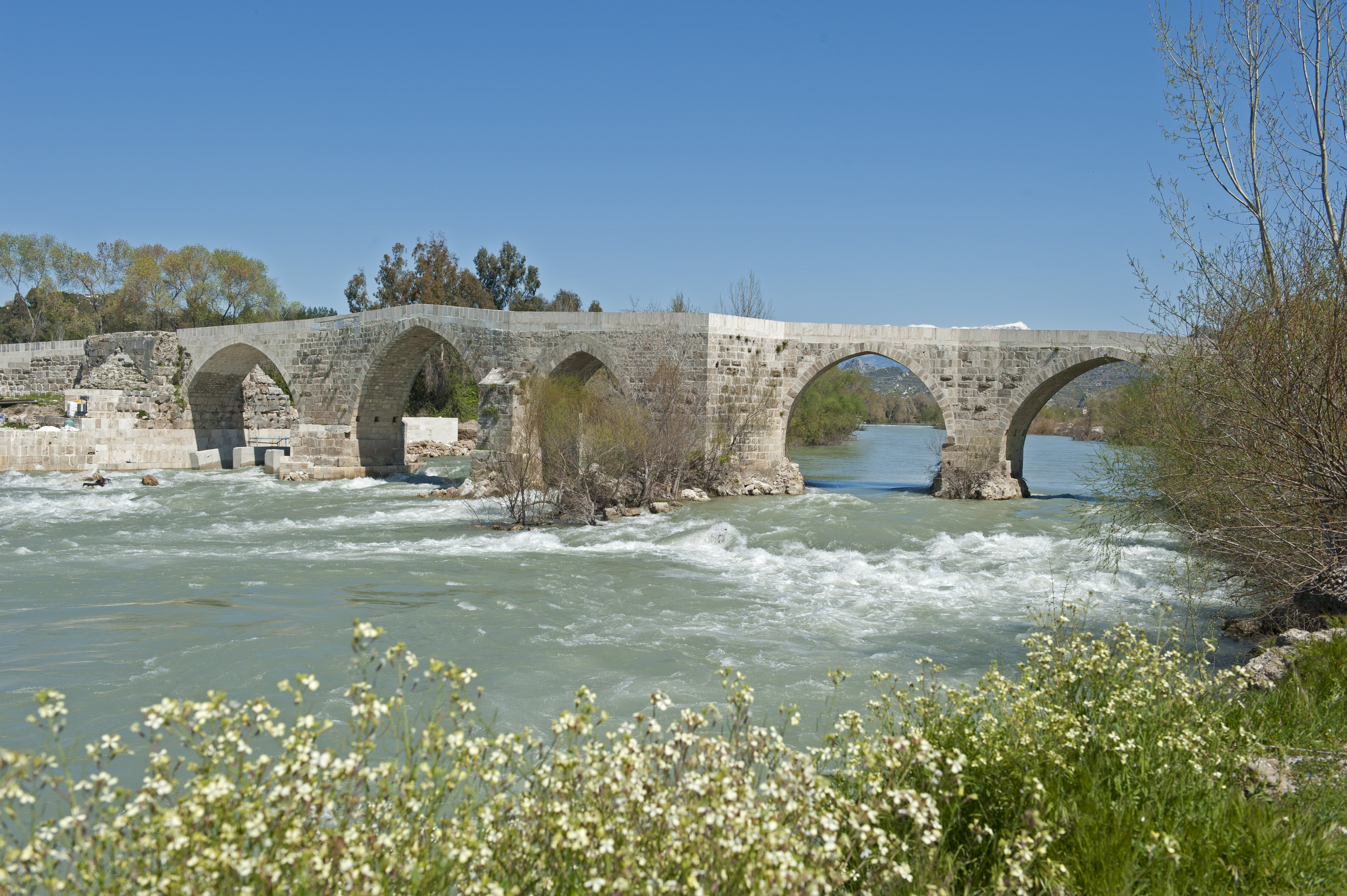
Pont sur l’Eurymédon

Bâti par les Romains, ce pont traverse la rivière Eurymédon (en turc : Köprüçay). Les Seldjoukides ont réutilisé les composants du pont romain, effondré probablement à la suite d'un séisme, pour le remplacer par le pont médiéval entretenu jusqu'à nos jours.

## Anecdote
Dalida a donné son dernier concert dans ce théâtre, le 28 avril 1987.